# Peter Deutsch
Peter R. Deutsch (New York, 1º aprile 1957) è un politico e avvocato statunitense, membro della Camera dei Rappresentanti per lo stato della Florida dal 1993 al 2005.

## Biografia
Nato nel Bronx, Deutsch si laureò in legge a Yale e lavorò come avvocato prima di entrare in politica.
Dopo l'adesione al Partito Democratico, nel 1982 venne eletto all'interno della legislatura statale della Florida e dieci anni dopo si candidò per un nuovo seggio alla Camera dei Rappresentanti. Deutsch venne eletto con largo margine e ciò si ripeté negli anni seguenti, arrivando anche ad essere riconfermato due volte senza alcuna opposizione.
Nel 2005 il senatore Bob Graham si ritirò dal Congresso dopo diciotto anni di servizio e Deutsch decise di non chiedere la rielezione alla Camera, ma di concorrere alle elezioni per il nuovo senatore. Inizialmente dato per favorito, Deutsch si fermò alle primarie democratiche, dove venne sconfitto da Betty Castor, che perse di misura le elezioni generali contro il repubblicano Mel Martinez.
Deutsch fu quindi costretto a lasciare il Congresso e il suo seggio alla Camera venne vinto dalla compagna di partito Debbie Wasserman Schultz.